# Kaapverdische kleine pijlstormvogel
De Kaapverdische kleine pijlstormvogel (Puffinus boydi) is een vogel uit de familie van de stormvogels en pijlstormvogels (Procellariidae). Deze vogel is genoemd naar de Britse ornitholoog Boyd Alexander.

## Verspreiding en leefgebied
Deze soort is endemisch in Kaapverdië.

## Status
De Kaapverdische pijlstormvogel komt niet als aparte soort voor op de lijst van het IUCN, maar is daar een ondersoort van de Audubons pijlstormvogel (P. lherminieri boydi). De grootte van de populatie is in 2015 geschat op 5000 broedparen.